# بخش پانا
بخش پانا (به انگلیسی: Panna district) یک منطقهٔ مسکونی در هند است که در Sagar division واقع شده‌است.